# Selenipedium isabelianum
Selenipedium isabelianum är en orkidéart som beskrevs av João Barbosa Rodrigues. Selenipedium isabelianum ingår i släktet Selenipedium och familjen orkidéer. Inga underarter finns listade i Catalogue of Life.